# Németalföldi szabadságharc
A nyolcvanéves háború, (spanyolul: guerra de los Ochenta Años), más néven a németalföldi szabadságharc, a németalföldi Tizenhét Tartomány lakosainak lázadása volt a spanyol uralom ellen. A felkelés 1568-ban kezdődött, és 1648-ban a vesztfáliai béke zárta le. Spanyol nyelvű munkákban flandriai háborúnak (spanyolul: guerra de Flandes) is nevezik.
A spanyolok kezdetben sikeresen szorították vissza a felkelést, azonban 1572-ben a holland lázadók elfoglalták Brielle városát, és ezzel új életet leheltek a mozgalomba. A szárazföldi és tengeri sikerek eredményeként a hét északi tartomány ténylegesen függetlenné vált, ezt csak 1579-ben az utrechti unió megalakításával nyilvánították ki. A függetlenség kikiáltása után az Egyesült Tartományok (Republiek der Zeven Verenigde Nederlanden), a mai Hollandia elődje gyors gazdasági fejlődésnek indult, megteremtette önálló hadi- és kereskedelmi flottáját, gyarmatbirodalmat épített ki, és a tudományos életben is az élre került (elsősorban a déli tartományokból és Spanyolországból ide menekült zsidóknak köszönhetően).
Az arrasi unióba tömörült déli tartományok (a mai Belgium, Luxemburg és Franciaország északi része) a spanyolok uralma alatt maradtak. Az elnyomás miatt a tartományok politikai, kulturális, kereskedelmi és pénzügyi elitjének számos tagja északra menekült, ezzel is hozzájárulva a hollandok fejlődéséhez. Mindehhez még hozzájárult, hogy mire 1648-ban a vesztfáliai béke lezárta a konfliktust, a déli tartományok egy részét Franciaország már elfoglalta Spanyolországtól.
A nyolcvanéves háború néven is ismert konfliktus lényegében két szakaszra bontható: az első a konfliktus kirobbanásától a holland tartományok de facto függetlenségének elnyeréséig tart, a második pedig az Egyesült Tartományok de jure függetlenségének nemzetközi elismeréséig.

## A szabadságharc háttere

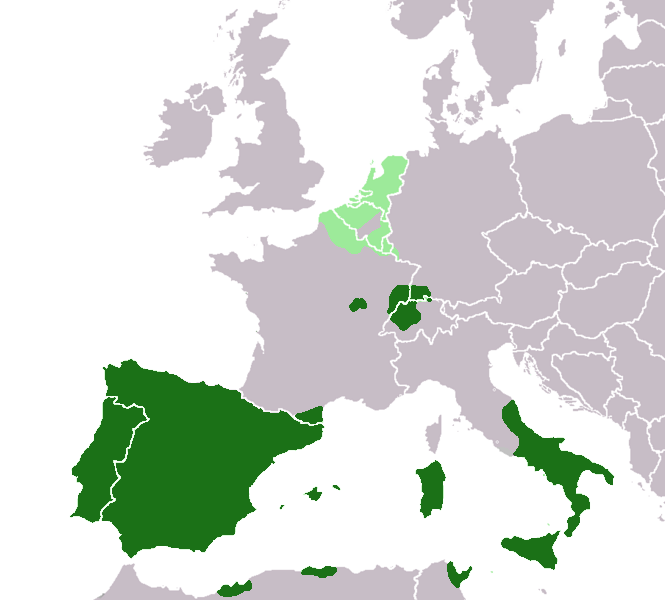
A spanyol Habsburgok birtokai Európában, 1580 körül (Hollandiát világoszöld szín jelöli)

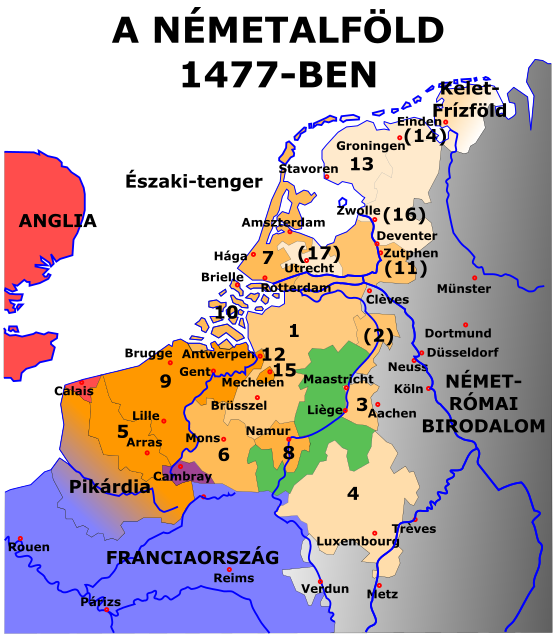
A németalföldi Tizenhét Tartomány a szabadságharc kirobbanása előtt

Németalföldön a középkorban a Lotaringiai Királyság felbomlásának eredményeként számos kis, önálló feudális állam jött létre, mint például:
- Flamand Grófság,
- Namuri Őrgrófság,
- Brabanti Hercegség,
- Hainaut-i Grófság,
- Limburgi Hercegség.

Ezek a kis államok mindvégig szoros dinasztikus kapcsolatban álltak, de időnként háborúztak is egymással. A 15. század elejére ezeket az államokat a burgundi hercegek egyesítették uralmuk alatt. Az utolsó herceg, Merész Károly lányára hagyta birodalmát, amit annak férje, a későbbi I. Miksa német-római császár örökölt. Miksa utódaként V. Károly német-római császár a Habsburg-család uralma alatt egyesítette a németalföldi Tizenhét Tartományt. Károly Gent városában született és Mechelenben nevelkedett, folyékonyan beszélt hollandul, franciául, spanyolul és valamennyit németül is. 1506-ban, nagykorúságának elérése után lett Németalföld ura, 1516-ban örökölte a spanyol koronát, 1519-ben a Habsburg-birodalom ura lett és 1530-ban választották meg német-római császárnak.

### Gazdaság és adózás
A németalföldi régió, de elsősorban Flandria városai, a korabeli Európa leggazdagabb és legfejlettebb része volt, a Habsburg-birodalom egyik ékköve. A többi tartomány is gazdaságilag fejlett volt, élénk kereskedelmi kapcsolatokat épített ki Európa többi részével. Károly birodalmához tartozott még számos európai és amerikai terület is, ezek azonban nem alkottak egybefüggő területet és lényegében állandó háborúban álltak a szomszédos államokkal. Ezek körül a legjelentősebbek a francia királyok ellen vívott itáliai háborúk és a török terjeszkedés elleni hadjáratok voltak. Kisebb, de elhúzódó konfliktus volt a német protestánsok ellen vívott küzdelem.
A háborúkat jórészt a németalföldi tartományok adóiból finanszírozták, akik ezeket a küzdelmeket feleslegesnek és időnként kimondottan károsnak tartották, amikor kereskedelmi kapcsolataik látták ennek kárát.
A városi szegénységet a lengyelországi gabonaszállítmányok kimaradása éhínséggel fenyegette, a Valois–Habsburg béke pedig megélhetésétől fosztotta meg, mivel átmenetileg nem volt szükség a németalföldi zsoldosokra.

### Vallás
A 16. század során a reformáció lendületesen terjedt Észak-Európában. Bár a németalföldi tartományokban, elsősorban északon, hamar teret nyertek a protestánsok és az 1560-as évekre jelentős kisebbségek alkottak, Németalföld kormányzói, elsősorban gazdasági megfontolásokból, nem üldözték őket. A holland protestánsok eközben sikeresen állították szembe az általuk képviselt értékeket, az egyszerűséget, a kemény munkát, a tisztaságot és a takarékosságot a katolikus világi és egyházi elit mértéktelen fényűzésével, pazarló életmódjával.
Károly és utóda, II. Fülöp spanyol király azonban kötelességüknek érezték, hogy a katolikus egyház védelmezőjeként fellépjenek az általuk eretnekségnek tartott protestantizmus ellen Az általuk kikényszerített intézkedések egyre inkább egymás ellen hangolták a katolikusokat és a protestánsokat és hamarosan fegyveres összecsapások törtek ki a két tábor között. Olaj volt a tűzre, hogy Németalföldre is kiterjesztették az inkvizíció működését 1565-ben.

### Központosítási törekvések

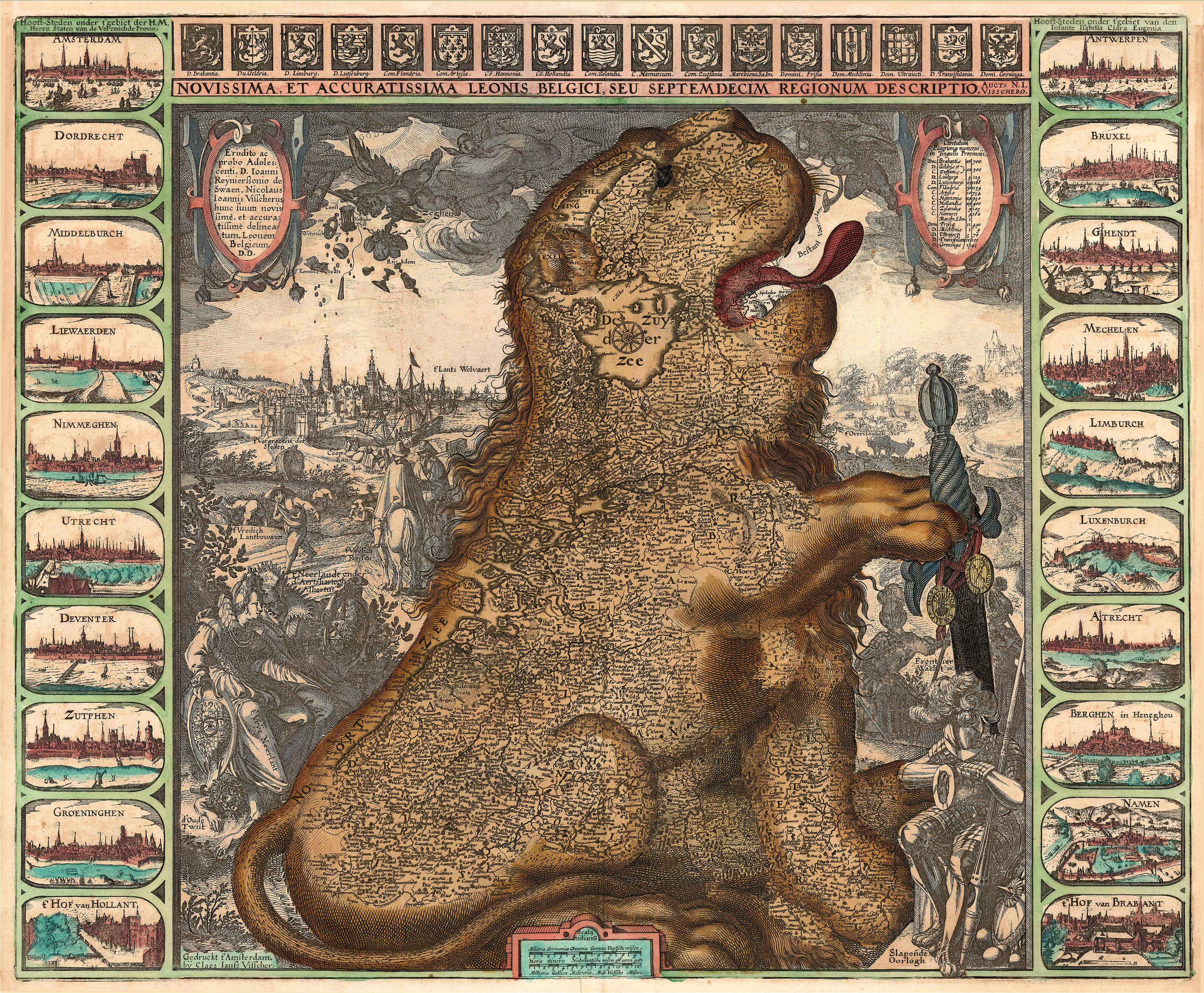
A Tizenhét Tartomány, a felkelés színtere, Claes Janszoon Visscher (1609) térképén

A németalföldi tartományokban a középkor vége felé egyre csökkent a helyi nemesség jelentősége és egyre nőtt a nem-nemesi származású, de ipari vagy kereskedelmi tevékenysége révén meggazdagodott családok befolyása. A burgundi hercegek alatt a helyi nemesség és a befolyásos családok is jelentős autonómiát élveztek, elsősorban a helyi közigazgatás terén. V. Károly, amikor kiterjedt birodalma igazgatását szerette volna megreformálni, éppen ezeket a helyi előjogokat nyirbálta meg, elsősorban a törvényhozás, igazságszolgáltatás és a fent már említett adózás területén, amely mind a helyi arisztokrácia, mind a tehetős kereskedők ellenérzését kiváltotta. Ennek egyik példája Utrecht városa, ahol 1528-ban Károly elbocsátotta a céhek vezetőiből álló városi tanácsot, a város élére kormányzót nevezett ki és elrendelte a Vredenburg vár felépítését, ahonnan ellenőrzése alatt tudta tartani a városi lakosságot. Habsburg Mária (1531-1555) régenssége alatt a folyamat folytatódott: a tartományok kormányzóinak hatáskörét csökkentették és a posztra a hagyományos nemesség helyett képzett, a holland államtanács irányítása alatt álló hivatalnokokat neveztek ki.

## A szabadságharc (1568–1609)
Károlyt központosítási törekvései és a vallásüldözések ellenére megegyezésre kész, jóindulatú uralkodónak tartották. 1556-ban azonban lemondott a trónról és utóda, II. Fülöp azonban Spanyolországban született, sem hollandul, sem franciául nem beszélt és újult erővel vetette magát a protestánsok üldözésébe. A tartományok kormányzatába, az Államtanácsba számos, megbízhatónak tartott nemes urat nevezett ki, élére Antoine Perrenot de Granvelle-t állította. A Tizenhét Tartomány élére Pármai Margitot nevezte ki helytartónak. 1558-tól az államtanács egyre nagyobb ellenállást tanúsított Fülöp utasításaival szemben, visszautasították az adókat és a spanyol katonaság kivonását követelték. A nemesek ellenállása elsősorban Granvelle ellen irányult, és számos befolyásos nemes úr, mint Egmond és Horne grófja, valamint Orániai Vilmos, kivonultak az államtanácsból, amíg annak élén a francia Granvelle állt. 1564-re a helyi nemesség egyre jobban megrémült a protestantizmus terjedésétől és reformokat követelt Fülöptől, aki egyre nagyobb elnyomással válaszolt; 1565-ben engedélyezte, hogy az inkvizíció a németalföldi tartományokra is kiterjessze működését. 1566-ban 400 helyi nemes kérvénnyel fordultak Pármai Margithoz a bajok orvoslása végett, illetve hogy felfüggesszék a protestánsok üldözését, amíg vissza nem tér a nyugalom a tartományba. Charles de Berlaymont gróf a lekicsinylő „koldus” (franciául gueux) nevet használta a kérvényt benyújtó nemesekre a spanyolokhoz képest egyszerű ruházatuk miatt, amit később, felkelőként büszkén viseltek (hollandul Geuzen vagy franciául Les Gueux).

### 1566: bálványrombolás
Az 1565-ös rossz évet követő éhínség, a kálvinista prédikátorok beszédei és a gazdasági nehézségek következtében fokozódó elégedetlenség 1566. augusztusában robbant ki, amikor Hondschoote városában a tömeg megtámadta a helyi templomot.
Az incidens következtében az északi városokban zavargások törtek ki a spanyolok, a katolikus jelképek és híveik ellen. Lerombolták a bálványoknak tartott műalkotásokat, bántalmazták a katolikusokat. A bálványrombolásban ténylegesen résztvevők száma alacsony volt még az északi tartományokban, ahol rendszeresen nagy tömegeket vonzottak a felfordulások, míg a déli tartományokban egy kisszámú, de jól szervezett csoport művei voltak. A mozgalom társadalmi háttere kétséges, de egyes vélemények szerint (mivel a helyi hatóságok szinte semmit nem tettek a zavargások megfékezésére) leginkább a politikai hatalmukat féltő helyi urak szervezhették ezeket. A főnemesség két táborra szakadt, egyesek, mint Orániai Vilmos, ellenezték az, mások, mint Hendrik van Brederode támogatták. II. Fülöpnek nem volt más választása és a hadsereget küldte, hogy rendet teremtsen. 1567. augusztus 22-én Fernando Álvarez de Toledo, Alba hercege bevonult katonái élén Brüsszelbe és ezzel kezdetét vette a megtorlás.

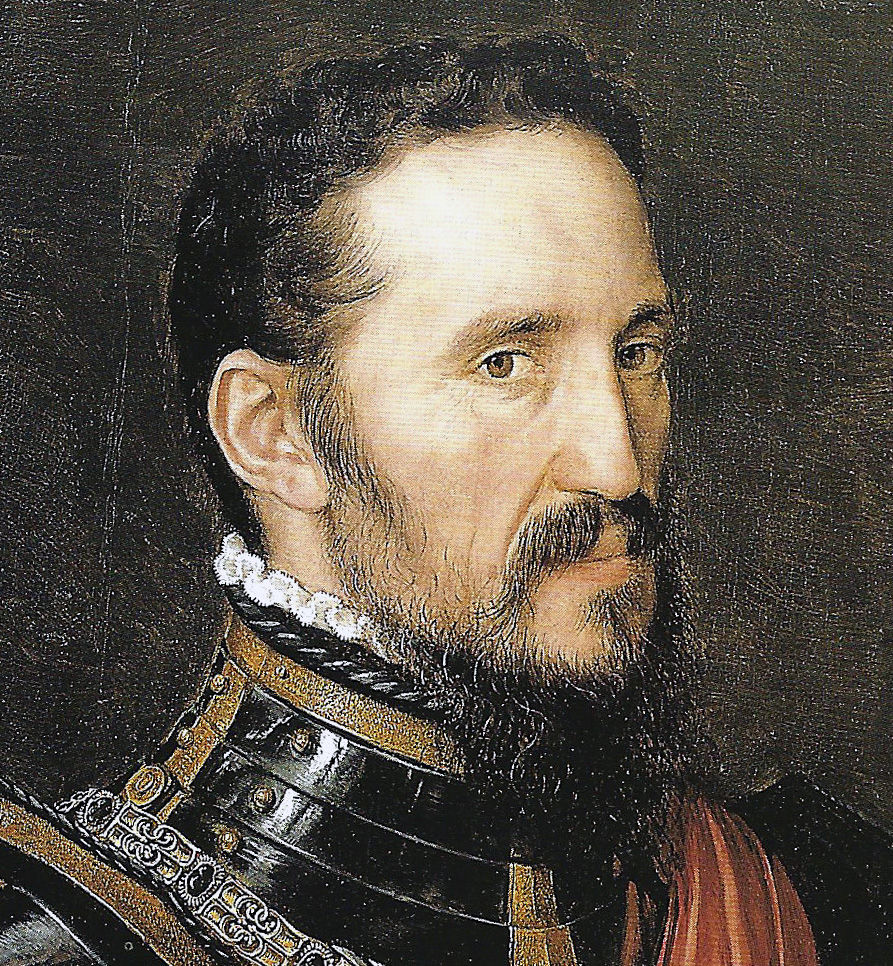
Fernando Álvarez de Toledo, Alba hercege.

Alba hercegének első intézkedései közé tartozott, hogy létrehozott egy különleges bíróságot (Raad van Beroerten), amelynek joga volt mindenkit elítélni, aki a király ellen lázadt - még a főnemesség sem élvezett kivételt. Alba magát Fülöp személyes küldöttének tartotta, és intézkedéseiben sokszor a törvényes helytartót, Pármai Margitot is megkerülte. Margit segítségével csapdába csalta a királlyal szemben álló nemeseket, köztük Egmont grófját és Horne grófját, akiket egy évvel később Brüsszel főterén, a Grand-Place-on lefejeztetett. Egmont és Horne királyhű, katolikus nemes urak voltak, és haláluk egyetlen oka az volt, hogy Alba hercege szerint áruló módon megtűrték a protestánsokat. Haláluk az egész Németalföldön felkorbácsolta az indulatokat, s egységbe kovácsolta a különböző irányzatokat, annak ellenére, hogy a következő hónapokban több ezren estek áldozatul a rendteremtésnek. A felkelés élére Orániai Vilmos állt.

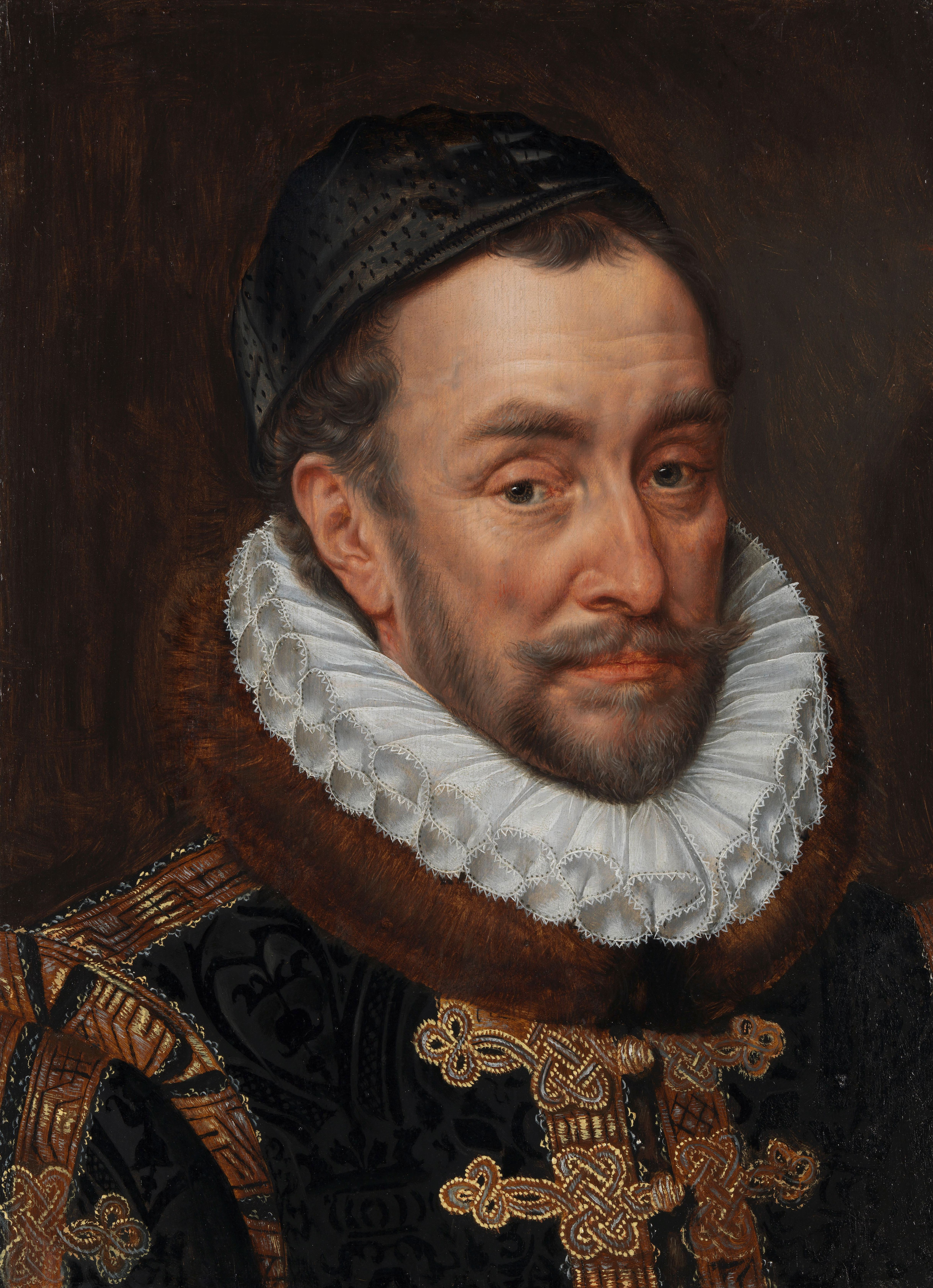
I. Orániai Vilmos herceg

### Orániai Vilmos
Orániai Vilmos az északi Holland, Zeeland és Utrecht tartományok, valamint az Antwerpeni Őrgrófság kormányzója (stadhouder) és ezzel az államtanács egyik legbefolyásosabb tagja volt. Alba hercegének bevonulása után, hogy elkerülje Egmont és Horne sorsát, apósa, a szász választófejedelem birtokaira menekült, hollandiai birtokait Alba a spanyol király nevében elkobozta.
1568-ban Vilmos zsoldoshadserege élén visszatért és megpróbálta Brüsszelből elkergetni a rendkívül gyűlöltté vált Alba hercegét. Vilmos tettét nem érezte királya, II. Fülöp elleni árulásnak, inkább úgy vélte, hogy Alba távozása után a király ismét elfoglalhatja méltó helyét a tartomány kormányzásában (ezt a véleményt a holland nemzeti himnusz egyik sora máig megőrizte: „den koning van Hispanje heb ik altijd geëerd”, azaz „a spanyol királyt mindig tiszteletben tartottam”. A tartományokban terjesztett röpirataiban Vilmos mindenesetre felhívta a lakosság figyelmét, hogy az alattvalóknak joga van felmondani az uralkodónak tett hűségesküt, amennyiben az nem tartja tiszteletben kiváltságaikat.
Vilmos terve szerint három irányból támadta volna a spanyolokat: ő seregével észak felől, testvérei Németország felől, míg délről francia hugenották támadtak. Habár a rheindaleni csata során, amit Roermond település közelében vívtak 1568. április 23-án, már összecsaptak a spanyolok és a lázadók (előbbiek győzelmével), a felkelés igazi kezdetét a május 23-án vívott heiligerlee-i csata jelezte, amely a lázadók győzelmével ért véget. Ennek ellenére Vilmos hadjárata kudarccal végződött, hiszen szövetségeseit Alba hercege legyőzte, míg az ő hadserege egyszerűen feloszlott, amikor nem tudta kifizetni a katonák zsoldját.
Vilmos elmenekült, de mivel ő volt az egyetlen főnemes, aki továbbra is ellenállt Albának és a királynak, ezért hamarosan a lázadók vezére lett. Amikor 1572-ben ismét fellángoltak a harcok, udvarával visszatért Hollandiába és Delft városában telepedett le (mivel ősei városát, Bredát a spanyolok tartották uralmuk alatt). 1584-ben itt érte a halál, amikor Balthasar Gérard meggyilkolta.

### A felkelés győzelme
A felkelők a tengeren fölényben voltak, a szárazföldön váltakozó sikerekkel folytak a harcok. A spanyolok lehetőségeit nagyban korlátozta, hogy egyszerre több fronton kellett háborút viselniük: a Földközi-tenger térségében az Oszmán Birodalommal, Itáliában Franciaországgal, ami meglehetősen korlátozta a németalföldi lázadás elfojtására bevethető erők nagyságát. Ennek ellenére 1570-re a lázadást lényegében leverték, Vilmos elmenekült és a fontos városok behódoltak a spanyol kormányzónak, Albának. A háború azonban rendkívül költséges volt, és 1569 márciusában Alba hercege azt javasolta az államtanácsnak, hogy újabb adókat vessenek ki, köztük a „tizedik penny” néven ismert forgalmi adót. Az államtanács kezdetben elutasította a javaslatot és a későbbi megegyezés értelmében a forgalmi adót mégsem hajtották be. 1571-ben azután Alba mégis úgy döntött, hogy megkísérli beszedni a tizedik pennyt, ami aztán egységesen a spanyol kormányzó ellen fordította a tartományok katolikus és protestáns lakosságát. A lázadók ügyét képviselték az Alba megtorlása elől elmenekült, de mostanára visszatért lázadók, akik a lakosságot a spanyolok ellen hangolták. 1572. március 1-jén I. Erzsébet angol királynő kiutasította a lázadók hajóit az angol kikötőkből, akik április 1-jén William II de La Marck vezetésével elfoglalták Brielle kikötőjét. Ezzel a lázadók új támaszpontot biztosítottak maguknak, de még fontosabb, hogy a jelképes győzelemmel ismét maguk köré gyűjtötték az elégedetlen protestánsokat.
A győzelem eredményeként Holland és Zealand tartományok összes fontosabb városa a lázadók oldalára állt, a legfontosabb kivételek Amszterdam és Middelburg városai voltak, amelyek 1578-ig hűségesek voltak Fülöphöz. Orániai Vilmost, aki eddig a lázadók névleges vezetője volt, most visszahelyezték Holland, Zeeland, Friesland és Utrecht tartományok kormányzói posztjára a Dordrecht városában 1572 júliusában tartott gyűlésen. A gyűlésen azt is elhatározták, hogy Vilmos és az államtanács közösen irányítják a tartományok életét és a harcot a spanyolok ellen. Az északi tartományok felszabadítása a háború második, aktívabb szakaszába lépett.
A tartományok egységét csak a vallási ellentétek ásták alá: egyik oldalon álltak a harcias kálvinisták, akik mindenképpen erőltetni akarták a háborút Fülöp ellen, míg Németalföld minden lakosát „felszabadítják” a katolicizmus alól. A másik oldalon állt a katolikus (déli) kisebbség, amelyek hűek maradtak a tartományok urához (hollandul: landvoogd), és az általa kinevezett holland államtanácshoz (és végül kiegyeztek a spanyolokkal az arrasi unió szerződésében). Közöttük állt a többségében katolikus többség, akik csak a kormányzótól akartak megszabadulni, illetve korábbi előjogaikat visszanyerni. A három csoport központi figurája Vilmos volt, akinek meg kellett volna teremteni az egyensúlyt, de végül mindinkább a kálvinistákhoz került közel, elsősorban azért, mert ez a csoport volt a legharciasabb. Maga Vilmos 1573-ban tért át protestáns hitre.

### Genti egyezmény
Mivel sikertelen volt a lázadók ellen, Fülöp menesztette Albát és helyére 1573-ban kinevezte Luis de Requesens-t, aki mérsékelt politikájával próbálta megfékezni a lázadókat. A katonai megoldás azért sem volt kivitelezhető, mert a spanyol államkincstár 1575-ben csődbe jutott. De Requesens-nek nem sikerült viszont elérni a spanyol király és a lázadók közötti megegyezést, amikor 1576 elején hirtelen meghalt. A spanyol zsoldosok elmaradt bére további problémákat okozott, számos helyőrség fellázadt és 1576 novemberében a spanyol katonák kifosztották Antwerpent és 8000 polgárát megölték. Ez az esemény is a lázadók kezére játszott.
A tartományok 1576. november 8-án megkötötték a genti egyezmény néven ismert szerződést, amelyben vallási toleranciát és a lázadó spanyol zsoldosok elleni szövetséget fogadtak. Ezzel a déli, katolikus és királyhű tartományok is csatlakoztak a küzdelemhez, bár névleg hűek maradtak a tartomány névleges urához, II. Fülöphöz. Azonban a katolikus és a protestáns tábor közötti ellentéteket ezt sem tudta teljesen áthidalni, az ellenségeskedések kiújultak és a spanyol korona, az amerikai gyarmatokról befutó újabb aranyszállítmánynak köszönhetően egy újabb sereget küldött a tartományba Párma hercegének vezetésével.

### Az arrasi és az utrechti unió

1579-es térkép Németalföldről, amely már feltünteti az arrasi és az utrechti szerződések által kijelölt határokat

1579. január 6-án az északi, agresszív kálvinizmus térnyerésétől megrettenve és az új, katonailag sikeres kormányzó, Alessandro Farnese pármai herceg ösztökélésére a déli tartományok (a mai Belgium, Luxemburg és Észak-Franciaország területén) aláírták az arrasi unió néven ismert szerződést, amiben megerősítették hűségüket a spanyol koronához. A szerződéssel lényegében véget ért a tizenhét tartomány közössége, különösen pedig a három évvel korábban Gentben kialakított szövetség.
A déliek uniójára válaszul Vilmos is létrehozta a Holland, Zeeland, Utrecht, Guelders Groningen tartományokat tömörítő uniót, amit Utrecht városában írtak alá 1579. január 23-án. A déli városok közül a jelentősebbek, mint Brugge, Gent, Brüsszel és Antwerpen, az utrechti unióhoz csatlakoztak, ami lényegében királyhű és lázadó tartományokra osztotta az egykor egységes Németalföldet.

### A spanyol király trónfosztása
Mivel a 16. század végén elképzelhetetlen volt, hogy egy országot ne a királyi, vagy legalább főnemesi vérből származó személy vezessen, a holland államtanács megpróbált Fülöp helyett egy új uralkodót találni a holland trónra. Korábbi támogatójuk, a szintén protestáns I. Erzsébet látszott a legesélyesebbnek, de ő lemondott a trónról, mert nem akarta Fülöpöt provokálni. Ezután az államtanács a francia király öccsének, Anjou hercegének ajánlotta fel a trónt, aki azzal a feltétellel fogadta el, hogy az északi tartományok minden kapcsolatot megszakítanak Fülöppel és hivatalosan is felmondják a királynak tett hűségesküjüket. A trónfosztási nyilatkozatot 1581-ben bocsátották ki, amelyben a hollandok kimondták, hogy a spanyol király nem tartotta be alattvalói iránti kötelességeit és ezért elvesztette minden jogát az uralkodáshoz. Anjou ekkor bevonult Hollandiába, de a lakosság nem bízott benne és az államtanács pedig nem akart megválni korábbi jogosultságaitól. Anjou néhány próbálkozást tett arra, hogy az engedetlen városokat uralma alá hajtsa, de végül 1583-ban távozni kényszerült. Ekkor a trónt ismét felajánlották Erzsébetnek, aki ismét lemondott róla és az államtanács, miután minden szóba jöhető jelöltet figyelembe vett, úgy döntött, hogy köztársasági államformában átveszi Hollandia irányítását.

### Antwerpen elfoglalása
A trónfosztási nyilatkozatra adott válaszul Fülöp egy újabb spanyol hadsereget küldött a lázadó tartományok visszafoglalására. Párma hercegének vezetésével a sereg visszafoglalta a korábbi Flamand Grófság és a Brabanti Hercegség nagy részét és az északkeleti tartományokat. A visszahódított területeken elűzték a kálvinistákat és helyreállították a katolikus egyház uralmát. 1585-ben Párma elfoglalta Antwerpent, amely akkor Németalföld legnagyobb és legjelentősebb városa volt, de az ostrom közvetlen következményeként lakosságának nagy része északra menekült. A háború miatt Antwerpen lakossága 1560 és 1590 között kb. 100 000 főről kb. 42 000 főre csökkent.
Vilmost, akit Fülöp 1580-ban törvényen kívülinek nyilvánított, 1584. július 10-én a király egyik támogatója, Balthasar Gérard meggyilkolta. Vilmost a lázadók élén fia, Móric orániai herceg követte.

## De factofüggetlenség (1585–1609)

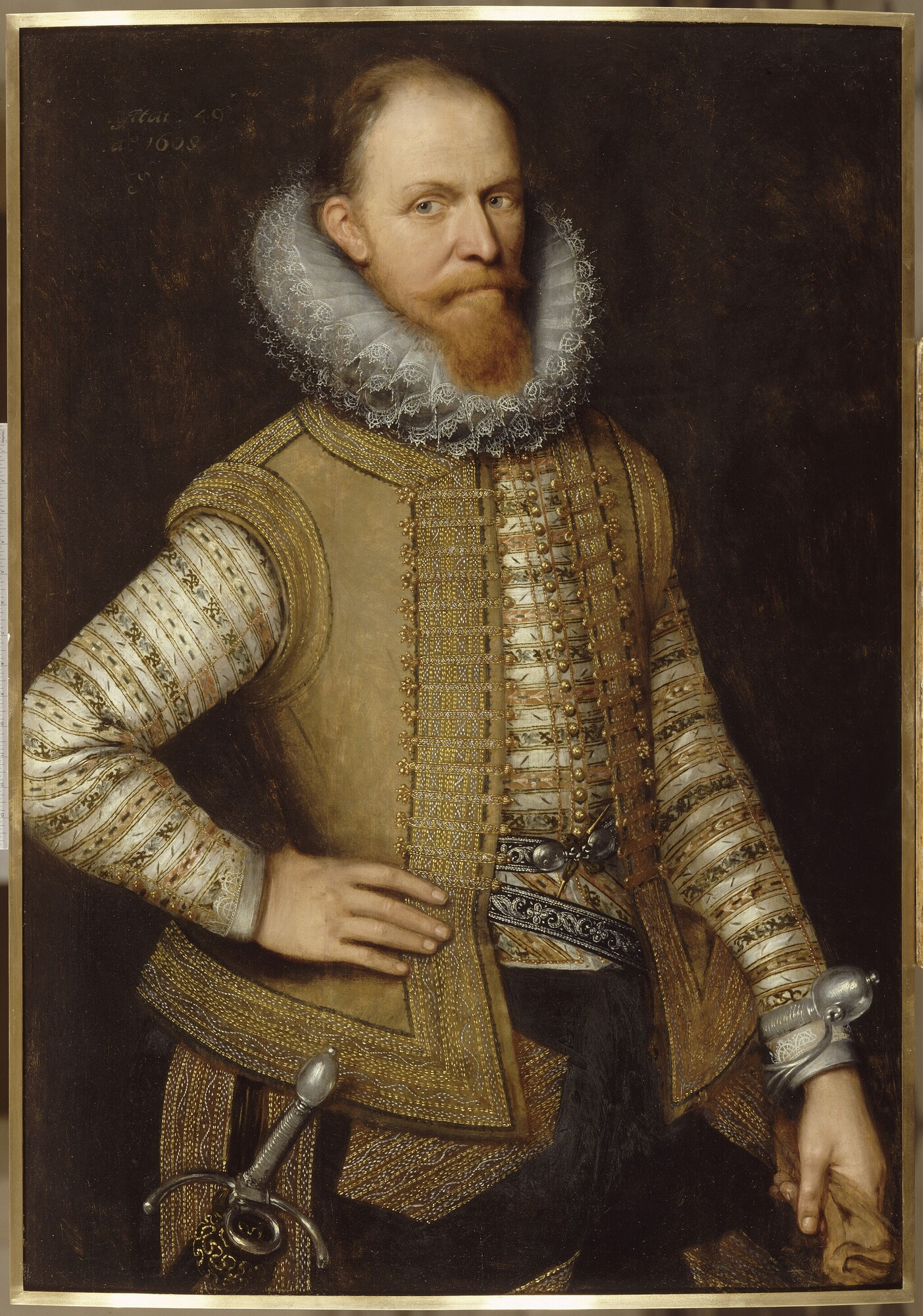
Móric orániai herceg

A lázadókat az angolok és a franciák is támogatták a spanyolok ellenében, mivel mindkét nagyhatalom a spanyolok gyengítésében volt érdekelt. A hollandok mindkét ország uralkodójának felajánlották a trón, de mindkét alkalommal elutasították őket. A felkelés kezdetén Erzsébet még csak titokban és közvetetten támogatta a lázadókat, de Vilmos meggyilkolása után a közvetlen beavatkozás mellett döntött. 1585-ben a nonsuchi szerződés értelmében Hollandiába küldte Robert Dudley-t kb. 5-6000 katona, közte 1000 fős lovasság élén, hogy a spanyolok ellen harcoljanak. Leicester grófja gyatra parancsnok és rossz politikus volt, nem vette figyelembe a holland tartományok és a spanyolok között fennálló kereskedelmi egyezményeket és mivel a radikális protestánsok mellé állt, kivívta a katolikus és mérsékelt tábor ellenszenvét is. Érkezése után egy évvel annyira ellene fordult a közvélemény, hogy vissza kellett térnie Angliába és ezután az államtanács, minden más lehetőség híján, 1587-ben Vilmos akkor 20 éves fiát, Móricot nevezte ki a holland sereg főparancsnokának.
Móric viszont kitűnő parancsnoknak bizonyult kora ellenére és jókora területeket visszaszerzett a spanyoloktól (amivel lényegében kialakította Hollandia mai határait). A spanyolokat Móric taktikai sikerei mellett az is hátráltatta, hogy a Nagy Armada vereségével a flotta szinte összes hajóját elvesztették, márpedig szárazföldön, az ellenséges Franciaországon keresztül nem tudtak utánpótlást küldeni Németalföldre. További problémát jelentett, hogy az angol flotta ellentámadásban lendült és a spanyolok nem tudták visszaszerezni a tengerek feletti ellenőrzést. 1595-ben IV. Henrik francia király is belépett a háborúba Spanyolország ellen és a spanyol kincstár ismét csődbe ment. A spanyoloknak csak lassan, a flotta újjáépítésével sikerült biztosítani, hogy az amerikai gyarmatokról induló arany és ezüstszállítmányok elérjék az anyaországot és ezzel ismét szembeszállhattak az angolokkal és a franciákkal.
1598-ban Fülöp kedvenc lányára, Izabella Klára Eugénia spanyol infánsnőre (1566-1633) és férjére, a Habsburgok osztrák ágából származó VII. Albert osztrák főhercegre (1559–1621) hagyta Németalföldet, miután Franciaországgal megkötötte a vervins-i békét. Ezalatt Móric sem tétlenkedett és sorra foglalta vissza a fontos erődítményeket: Bergen op Zoom városával kezdte (1588), majd következett Breda (1590), Zutphen, Deventer, Delfzijl és Nijmegen (1591), Steenwijk és Coevorden (1592), Geertruidenberg (1593), Groningen (1594), Grol, Enschede, Ootmarsum és Oldenzaal (1597), valamint legvégül Grave (1602).
Mivel ezek a hadjáratok csak a határ menti területeket érintették, az északi tartományok zöme békében élt és a holland aranykor néven ismert gazdasági és kulturális felvirágzást élte át.

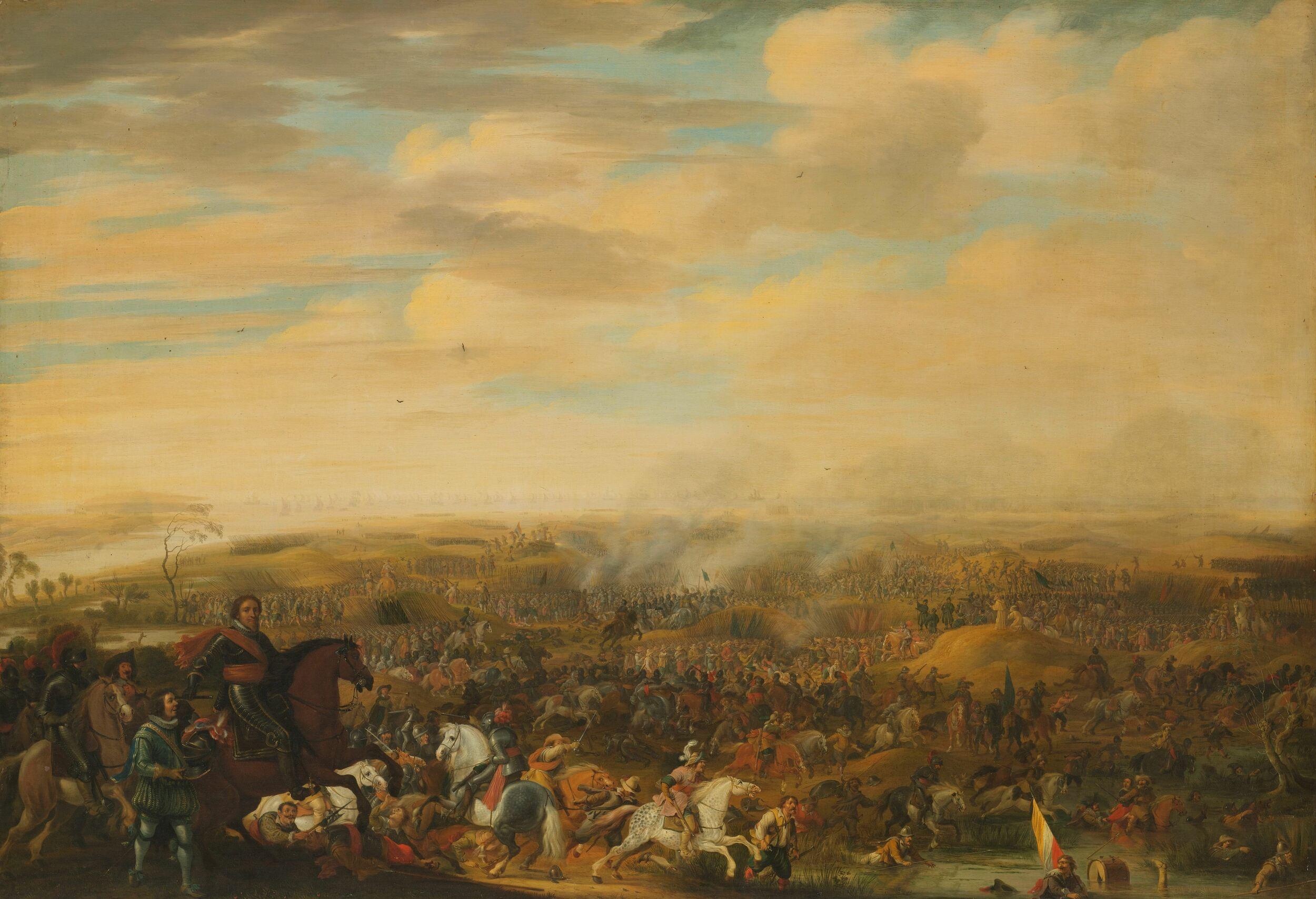
1600. július 2-án a nieuwpoorti csata során az angol-holland csapatok vereséget mértek Albert főherceg seregeire

A területi nyereségek ellenére ekkorra világossá vált, hogy a déli tartományokat a spanyolok szilárdan az uralmuk alatt tartják. A hollandok viszont elfoglalták Zeelandot, és ezzel ellenőrzésük alá vonták a Schelde folyó torkolatát, amely az antwerpeni kikötő egyetlen tengeri kijárata volt. Az amszterdami kikötő kereskedői akkora hasznot húztak az antwerpeni kikötő blokádjából, hogy egyenesen megkérdőjelezték a déli részek visszafoglalásának szükségességét, hiszen ezzel csak legnagyobb riválisukat kapták volna vissza. Móric tanácsai ellenére a hollandok 1600-ban hadjáratot indítottak a déli tartományok tengerparti sávjának és kereskedelmi vetélytársuk, a spanyolok által támogatott Dunkerque meghódítására. A spanyolok felkészülten várták a hollandokat és a két sereg a nieuwpoorti csata során találkozott. Bár Móric nagy meglepetésre legyőzte a spanyolokat és ezzel kivívta az államtanács elismerését, de nem foglalta el Dunkirket és visszatért északra, mivel nem tudott megbocsátani az államtanács tagjainak, különösen Johan van Oldenbarneveldnek, amiért erre a szerinte felesleges küzdelemre kényszerítették.
Mivel szárazföldi úton nem sikerült a kereskedelmi vetélytárs kiiktatása, a hollandok saját flottájuk kiépítése mellett döntöttek, amit tovább segített 1602-ben a Holland Kelet-indiai Társaság létrehozása is. A hollandok, mozgékony és jól felszerelt hajóikkal, a spanyol flotta méltó ellenfelei lettek.

## Tizenkét éves fegyverszünet (1609–1621)

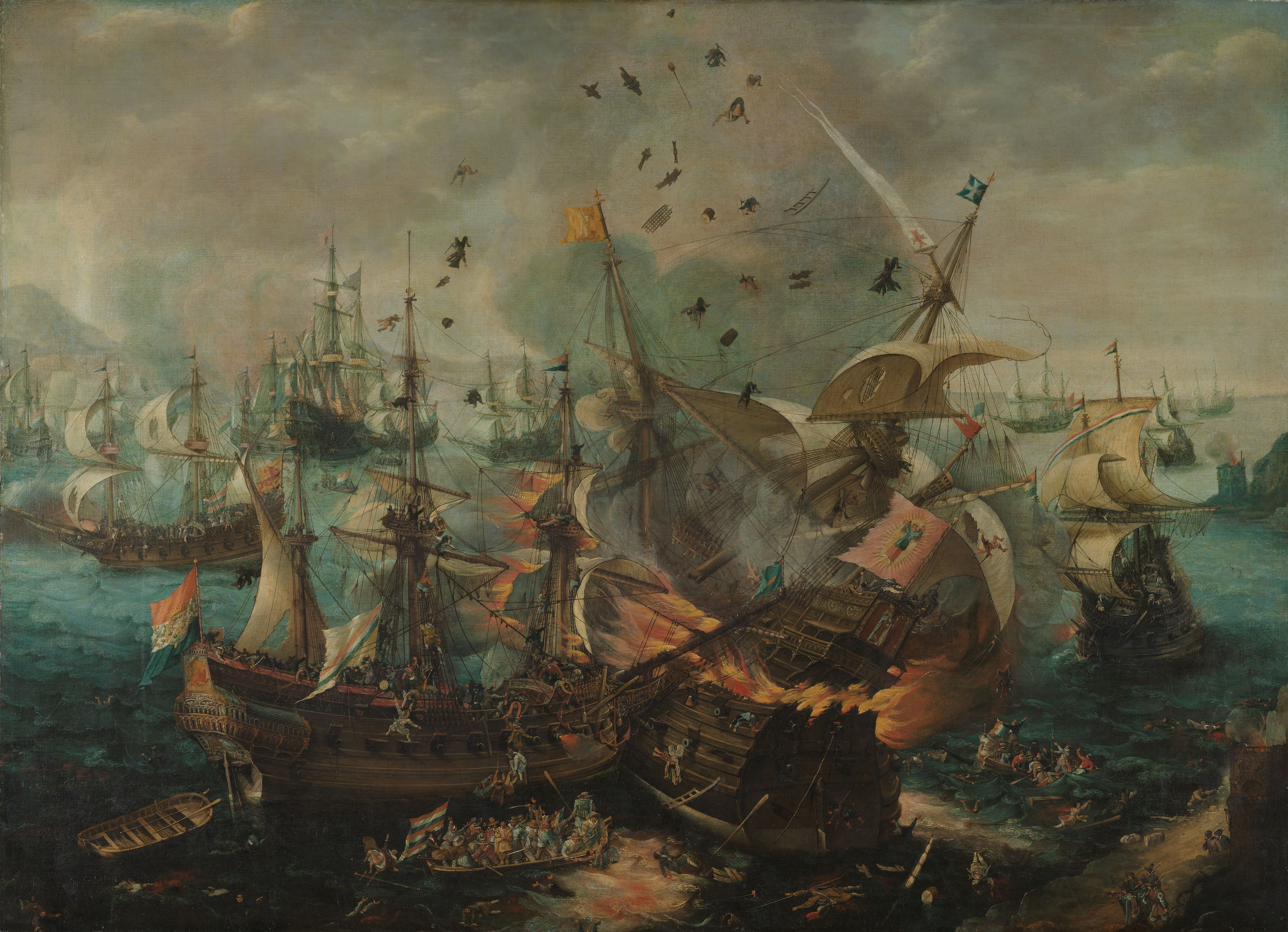
1607 - a gibraltári csata során a holland flotta legyőzte a spanyolokat

Johan van Oldenbarnevelt, a fegyverszünet alatt fellángoló holland belharcok legnevesebb áldozata

1609-ben angol és francia közvetítéssel a spanyolok által uralt déli és a független északi tartományok fegyverszüneti megállapodást kötöttek Hága városában. A fegyverszünet adta lehetőséget kihasználva a hollandok minden erejüket a flotta kiépítésére fordították. A katonai nyugalom ellenére belharcok robbantak ki északon: az egyik oldalon álltak Johan van Oldenbarnevelt és Hugo Grotius, illetve támogatóik, akiket ideológusukról, Jacobus Arminius holland filozófusról arminiánusoknak neveztek el. Ezek általában tehetős kereskedők voltak és a Biblia kevésbé szigorú értelmezését támogatták. A másik oldalon
a radikális kálvinisták álltak, Franciscus Gomarus vezetésével, akik 1610-ben nyíltan hűséget esküdtek Móric hercegnek (az államtanács helyett). 1617-ben az államtanács elfogadott egy javaslatot, amelynek értelmében a városok felléphettek a gomaristák ellen, mire Móric elfogatta van Oldenbarnevelt-et, hazaárulás vádjával elítéltette és 1619-ben kivégeztette. Grotius elmenekült az országból.

## A háború végső állomásai

### A harccselekmények kiújulása

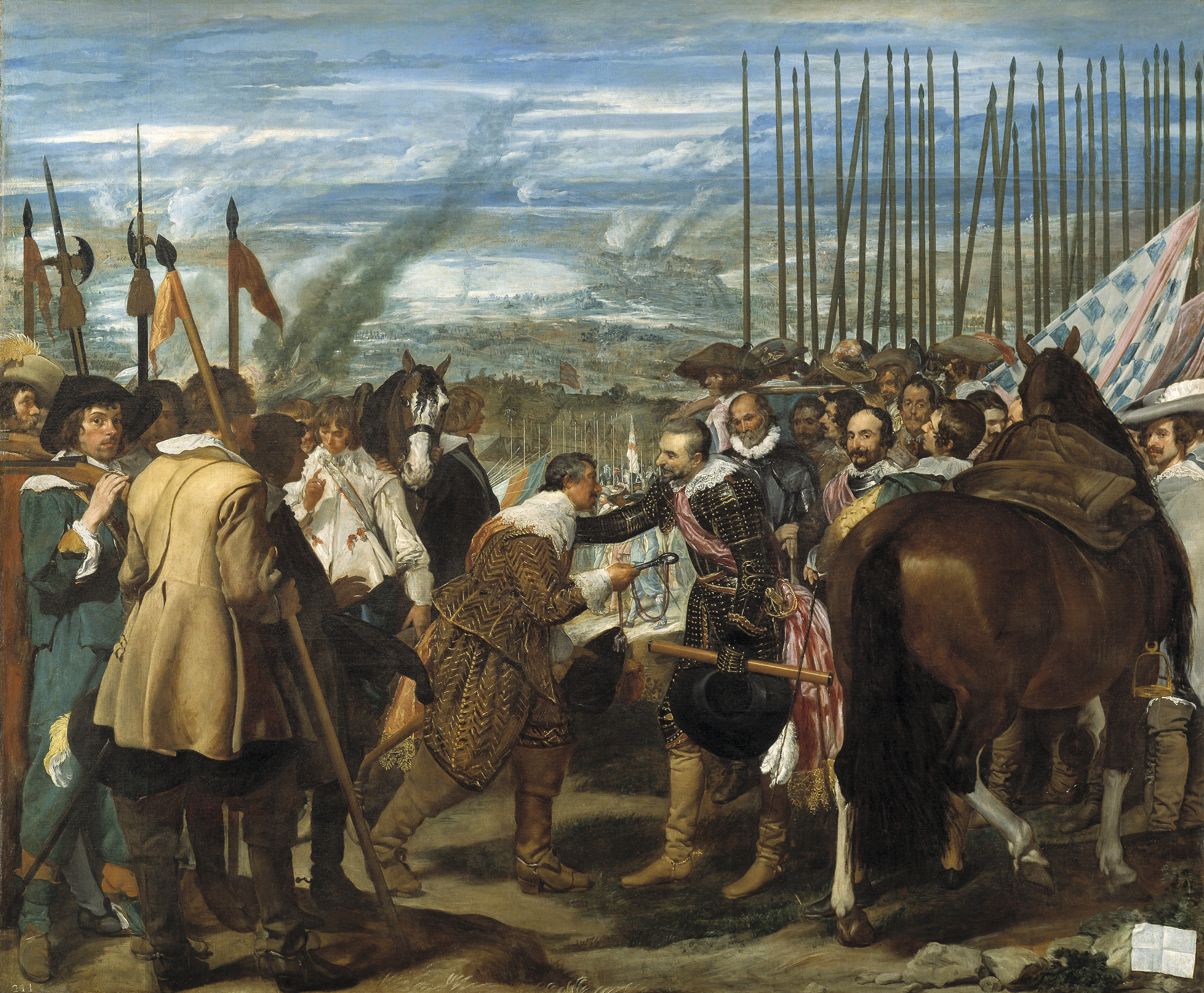
1625 Breda megadása: (Velázquez) festményén a hollandok behódolnak a spanyol Spinola parancsnoknak

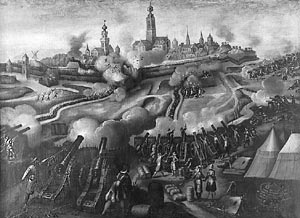
1645 Hulst ostroma, a háború utolsó nagy ostroma

A fegyverszünet évei alatt a két fél megpróbálta tárgyalásos úton rendezni a konfliktust, de két lényeges kérdésben nem jutottak megegyezésre: a spanyolok vallásszabadságot követeltek az északi katolikusok számára, mire a hollandok hasonló jogokat követeltek a déli protestánsok számára. A másik kérdés a távol-keleti és amerikai gyarmatokra vezető kereskedelmi útvonalakat érintette, amelyben szintén nem sikerült megegyezni. A fegyverszünet felmondása után a spanyolok még egy kísérletet tettek a lázadó tartományok visszafoglalására, míg a hollandok flottájuk révén gyarmatbirodalmukat növelték - a spanyolok rovására.
1622-ben a spanyolok kísérletet tettek a fontos határ menti erődítmény, Bergen op Zoom visszafoglalására. Az ostrom sikertelen volt, de 1625-ben váratlanul meghalt Móric, miközben a spanyolok Breda városát vették ostrom alá. A spanyolok parancsnoka, Ambrosio Spinola megadásra kényszerítette a várost, amit Velázquez híres festménye, a „Las Lanzas” örökített meg. Ez volt azonban a háború egyik utolsó spanyol győzelme és a hadiszerencse most már a hollandok oldalára állt. Móric után öccse, Frigyes Henrik orániai herceg vette át a holland sereg parancsnokságát és vezetésével a hollandok 1629-ben elfoglalták a fontos határmenti erődítményt, ’s-Hertogenbosch városát. A várost, amely a legnagyobb település volt a brabanti hercegség északi részén, bevehetetlennek tartott erődítmények védelmeztek és elvesztése nagy csapást jelentett a spanyolok moráljára.
1632-ben Frigyes Henrik elfoglalta a Maas folyó völgyében Venlo, Roermond és Maastricht városokat, miközben arra készült, hogy a másik holland sereggel együtt harapófogóba szorítja Flandria nagy városait. A következő évben megpróbálkozott Antwerpen és Brüsszel elfoglalásával, de kudarcot vallott, elsősorban a helyi flamand lakosság támogatásának hiánya miatt. Ennek csak részben volt oka Tienen városának kifosztása, inkább azt jelezte, hogy időközben felnőtt egy teljes mértékig katolikus flamand generáció, amely jobban tartott a protestáns északiaktól, mint a spanyol király uralmától.

### Harc a gyarmatokon
Ahogyan az európai nagyhatalmak elkezdték kiépíteni távol-keleti és amerikai gyarmatbirodalmukat, a közöttük fennálló konfliktusok a gyarmatokat sem kerülték el. Különösen éles harc folyt a legjövedelmezőbb területek, mint Makaó, Kelet-India, Ceylon, Formosa, a Fülöp-szigetek és Brazília birtoklásáért. A hollandok sikerrel használták ki tengeri fölényüket és a világ minden pontján elkezdték kiépíteni kereskedelmi állomásaikat. Megalakult a Holland Kelet-indiai Társaság a keleti (Afrika, Távol-Kelet) gyarmatokkal folytatott kereskedelem felügyeletére, míg a Holland Nyugat-indiai Társaság hasonló szerepet töltött be Amerikában.
Az amerikai gyarmatoknál a hollandok az önálló kapitányokat támogatták, akik sikerrel fosztogatták a spanyol kincses flották hajóit. Az egyik legnagyobb fogás 1628-ban Piet Hein nevéhez fűződik, ami lehetővé tette Frigyes Henriknek, hogy ’s-Hertogenbosch ostromát finanszírozza - hasonlóképpen, a támadások súlyos gondokat okoztak a spanyol zsoldosok kifizetésében. A hollandok számos kísérletet tettek önálló gyarmatok létrehozására Észak-Amerikában és Brazília partvidéke mentén, de ezek többsége hosszabb-rövidebb időn belül kudarcot vallott.
Keleten már sikeresebbek voltak, ahol a már létező gyarmatok elfoglalása és az innen származó jövedelem nagy szerepet játszok a holland aranykorban.

### Békekötés

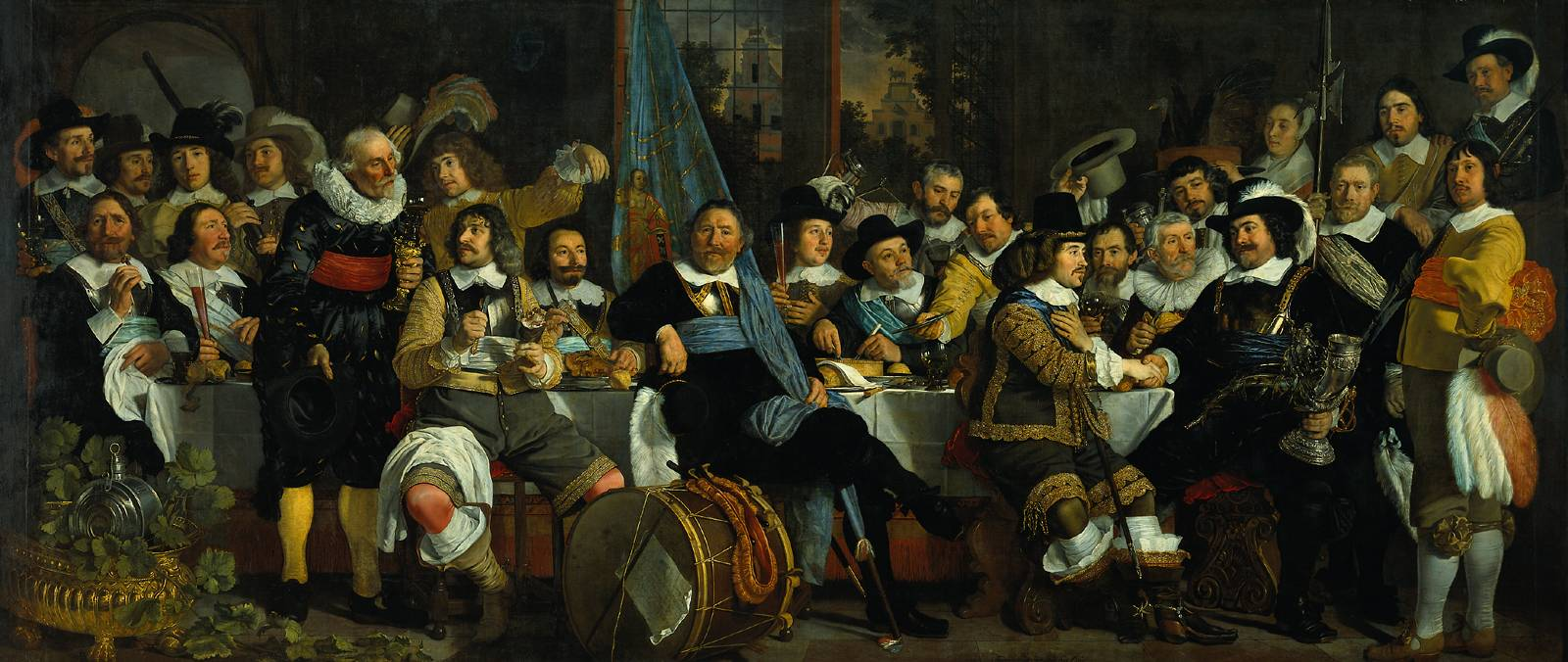
Amszterdam polgárai ünneplik a münsteri békét. Bartholomeus van der Helst festménye.

1639-ben Spanyolország egy utolsó kísérletet tett a lázadó tartományok visszahódítására: 77 hajón összesen 20 000 katonát küldtek Flandriába. A flottát a holland Maarten Tromp admirális felfedezte és a downsi tengeri csatában szinte teljesen megsemmisítette. A győzelemmel lényegében véget ért Spanyolország tengeri hatalma.
Hollandia ekkor szövetséget kötött Franciaországgal és ezzel reális esélye nyílt arra, hogy meghódítsa a déli tartományokat. Ezeket azonban, a támogatásért cserébe, meg kellett volna osztania Franciaországgal és a háború végeztével fel kellett volna oldani Antwerpen kikötőjének blokádját is, ezért a hollandok amellett döntöttek, hogy békét kötnek a spanyolokkal.
1648. január 30-án Spanyolország és Hollandia aláírta a münsteri békeszerződést, amely véget vetett a nyolcvan éve tartó ellenségeskedéseknek. A szerződés része volt a vesztfáliai béke néven ismert szerződéssorozatnak, amely véget vetett a harmincéves háborúnak. A szerződés értelmében a spanyol korona elismerte a holland köztársaság függetlenségét, amely megtarthatta a háború utolsó szakaszában elfoglalt területeket. Az új köztársaság ekkor már hét tartományból állt: Holland, Zeeland, Utrecht, Guelders, Overijssel, Friesland és Groningen. Minden tartománynak saját kormányzója volt, akiket elméletben megválasztották és az államtanácsnak volt alárendelve. Ténylegesen azonban Vilmos utódai, az orániai hercegek lettek Holland és Zeeland örökletes kormányzói és általában a többi tartomány is megválasztotta őket kormányzónak. A helyzetnek megfelelően állandó politikai küzdelem folyt a hercegek támogatói, az orangisták és a köztársaság támogatói között. A háború utolsó szakaszában elfoglalt területeket közvetlenül az államtanács felügyelete alá helyezték, a Generaliteitslanden-nek nevezett területek Staats-Brabant (a mai Noord Brabant), Staats-Vlaanderen (a mai Zeeuws-Vlaanderen) and Staats-Limburg (Maastricht, a mai Limburg) tartományok voltak.
A béke azonban nem tartott sokáig, a kereskedelmi küzdelmek hamarosan, 1652-ben elvezettek az első angol–holland háború kitöréséhez.